# Uriel Birnbaum

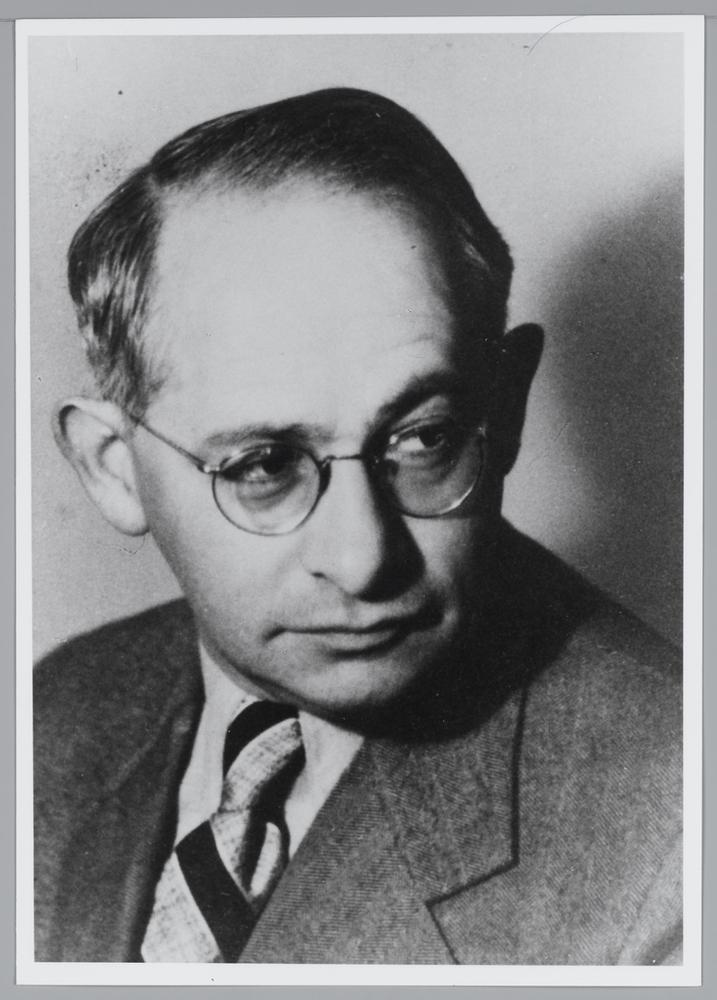
Uriel Birnbaum (1947)

Uriel Birnbaum (geboren 13. November 1894 in Wien, Österreich-Ungarn; gestorben 9. Dezember 1956 in Amersfoort, Niederlande) war ein österreichischer jüdischer Maler, Karikaturist, Schriftsteller und Dichter.

## Leben
Uriel Birnbaum war der jüngste Sohn des zeitweiligen Zionisten und jüdischen Philosophen Nathan Birnbaum und der Rosa Korngut. Mit seinen Eltern zog er 1911 nach Berlin um, wo er zunächst versuchte, als Reklamezeichner Fuß zu fassen. Von 1915 bis 1917 absolvierte er Kriegsdienst. Auf Grundlage seiner jüdisch-orthodoxen Frömmigkeit sah er den Krieg als direktes Wirken Gottes. Er wurde während des Krieges verwundet, woraufhin ihm ein Bein amputiert werden musste.
Im März 1918 stellte er 21 Zeichnungen auf der Frühjahrsausstellung der Wiener Sezession aus. 1920 heiratete er die Krankenschwester Rosa Grieb, geb. 14. August 1894. 1921 wurde die Tochter Mirjam (gest. 2006) geboren. In den 1920er Jahren war er unter anderem Illustrator für die Kinderzeitschrift Der Regenbogen, für die er auch einige Bildgeschichten schuf. Für seinen Sonetten-Band In Gottes Krieg erhielt er 1923 den Bauernfeld-Preis.
Ab 1939 lebte er im niederländischen Exil und arbeitete dort am legitimistischen Roman Habsburgische Utopie. 1939 und 1940 stellte er Werke in Galerien in Den Haag aus.
Als Kriegsinvalide in „geschützter Mischehe“ wurde er nicht deportiert, sah sich jedoch von 1943 bis 1945 zum Verstecken genötigt. Sein Bruder Menachem kam hingegen in einem deutschen Konzentrationslager ums Leben.
1959 wurde die Birnbaumgasse in Wien-Favoriten nach ihm benannt.

## Werk

### Arbeitsweise und Gestaltungsmerkmale
Als Maler war Birnbaum Autodidakt. Seine der Fantastik verpflichteten Blätter ordnete er häufig in Serien und Zyklen an, einzelne Themen tauchen in Varianten über längere Zeiträume auf. Neben religiösen Themen und den Zyklen, die existentielle Fragen menschlichen Lebens im Spannungsfeld zwischen Religiosität und Moderne behandeln, sind Gegenentwürfe zur innerweltlichen Existenz ein häufiges Thema. Sie treten sowohl in Form fantastischer Architekturentwürfe als auch in Darstellungen extraterrestrischer Daseinsformen auf.
Daneben wurde Birnbaum auch im Bereich der Gebrauchsgraphik tätig und gestaltete Ansichtskarten, Reklamezettel u. Ä. Auch als Illustrator, sowohl zu fremden als auch zu eigenen Werken, war Birnbaum tätig.
Das dichterische Werk umfasst zahlreiche Gedichte (u. a. in der von Birnbaum geprägten Form des "neuen Sonetts"), aber auch Kinderbücher und Erzählungen. Daneben verfasste er kleinere Dramen, Prosastücke, Novellen und Essays.
Sein künstlerisches Grundverständnis artikulierte er in dem 1919 als Buch erschienenen Essay "Gläubige Kunst":
"Jeder bekenne es nach dem Maße seiner Kraft, sei es mit Bildern, sei es mit Versen. Denn so unwichtig die Kunst an sich auch ist: An diesem Zweck sich aufrichtend, vermag sie wichtig zu werden; in Gottes Licht vermag sie Wert zu erlangen; Gott dienend, vermag sie groß zu sein." (Uriel Birnbaum, Gläubige Kunst, 1919, S. 12)

### Ausgewählte Werke
- vor 1913: Serie "Wesen von anderen Sternen"
- 1915/16 Illustrationen zum Buch Daniel
- 1916: Zyklus "Der Abenteurer"
- 1916: Zyklus "Ein Weg zu Gott"
- 1917: Zyklus "Der Totentanz"
- 1918: autobiografischer Zyklus "Der Wurm"
- 1919: Buch: Uriel Birnbaum, Gläubige Kunst, Berlin/Wien (Löwit)
- 1919 (als Buch erschienen 1923): "Der Seelen-Spiegel" (Grotesken)
- 1920: Zyklus "Von Welt zu Welt"
- 1921: Zyklus "Weltuntergang"
- 1921: "Das Buch Jona" (Text: Julius Zimpel)
- 1921: Ansichtskarten für die Wiener "Agudas Jisroel"
- 1921: In Gottes Krieg (Sonette)
- 1922: Ausgewählte Gedichte (Text: Chaim Nachman Bialik)
- 1923: Alice im Wunderland (Text: Lewis Carroll)
- 1923: Alice im Spiegelland (Text: Lewis Carroll)
- 1924: "Abrechnung" (Prosastück), in: Menorah
- 1924: "Moses. Ein biblischer Zyklus in fünfzig Bildern mit einem einleitenden Essay"
- 1924: "Der Kaiser und der Architekt"
- 1925: "Der Elefant aus Mohrenland" (Kinderbuch)
- 1926: "Allerlei absonderliche Tiere" (Kinderbuch)